# 秀丽薹草
秀丽薹草（学名：Carex munda）为莎草科薹草属的植物。分布在锡金以及中国大陆的西藏东南部等地，生长于海拔3,500米至3,900米的地区，多生长在冷杉林下及高山灌丛草甸中，目前尚未由人工引种栽培。